# Kolinka (Ouessa)
Pour les articles homonymes, voir Kolinka.
Kolinka est un village du département et la commune rurale d'Ouessa, situé dans la province de l’Ioba et la région du Sud-Ouest au Burkina Faso.

## Géographie

### Situation et environnement
Le village est situé à environ 6 km à l'est d'Ouessa, sur la route nationale 20 reliant Diébougou à l'ouest et Léo à l'est le long de la frontière avec le Ghana.
Il est également relié par la route régionale 11 avec la route nationale 1 reliant la capitale nationale Ouagadougou et Bobo-Dioulasso (depuis leur carrefour entre les villages de Baporo et Laba dans le département et la commune rurale de Zawara et à environ 92 km au nord de Kolinka).

### Démographie
- En 2006, le village comptait 762 habitants recensés, dont 51,4 % de femmes[1].